# 曹子昂
曹子昂，直隸省永平府樂亭縣人，清朝政治人物、進士出身。
光绪十二年丙戌科（1894年），登進士，同年五月，著交吏部掣签分发各省，以知县即用。后官至广东澄海、惠州、永安、惠东知县。